# De geheime gang
De geheime gang is een jeugdboek geschreven door Danielle Dergent. Dit is het tweede boek van deze schrijfster, en werd uitgegeven in 2010.

## Het verhaal
Fien en haar broer Steven worden door de heks Azenor gewaarschuwd dat de "Codex Argentus", het boek waarin de toekomst wordt voorspeld, in gevaar is. Het boek dreigt in handen te vallen van "De Zwarte Kracht". Steven zal zijn bijzondere krachten moeten gebruiken om dit te voorkomen.